# المجلس الإسلامي الأعلى (فلسطين)
المجلس الإسلامي الأعلى مجلس شرعي إسلامي كان يتولى شؤون اوقاف المسلمين ومؤسساتهم الدينية والتعليمية في فلسطين ايام الانتداب البريطاني.

## التأسيس والأنشطة المبكرة
تأسس المجلس عام 1922 بعد جهود متواصلة قامت بها اللجنة التنفيذية التي انبثقت عن المؤتمر العربي الفلسطيني الثالث انعقد في حيفا في كانون الثاني - يناير 1920.

وكان المؤتمر قد اوصى بالعمل لتحقيق مطلب مسلمو فلسطين بانشاء هذا المجلس، كما تقدم بطلب إلى المندوب السامي البريطاني هربرت صموئيل للسماح بوجوده. وقد ايّد المندوب السامي الفكرة ومن أجل تأكيد حسن نيته تجاه مسلمي فلسطين سمح لهم المندوب السامي بوضع القانون الذي يرتؤونه لهذا المجلس دون أي تدخل من جانبه فكانت النتيجة ان توسع المشرفون على تأسيس المجلس بالقانون الخاص به، حتى كادوا أن يحّولوه إلى ما يشبه الحكومة الإسلامية.

وبعد ذلك أصدر المندوب السامي قراراً بتعيين الحاج محمد أمين الحسيني رئيساً للمجلس. ولكن سرعان ما تحول المجلس إلى مؤسسة فاعلة في الكفاح ضد المشروع الصهيوني في فلسطين، إذ بعد ان قام بتنظيم شؤون الاوقاف، وافتتح كلية اسلامية ومدارس في مختلف أنحاء فلسطين،‌ التفت إلى العمل الجديّ للحيلولة دون تسرُّب الأراضي الی المهاجرين اليهود، فعمد إلى اقراض الكثيرين من أصحاب الأراضي الذين كانوا يعانون ضيقا ماليا، وقام بشراء مساحات كبيرة من الأراضي وبعض القرى (على سبيل المثال قريتي زيتا ودير عمرو) ثم حوّلها إلى وقف لأهلها، كما اشتری الأرض المشاع في عدة قرى من بينها الطيبة والطيرة وعقيل.

ومن أجل تنظيم أساليب ووسائل مقاومة ضد ما يسمي بـ«خطط اليهود لشراء أراضي العربية»، عمد المجلس الی عقد مؤتمر سنوي من رجال الدين. وقد صدر عن أحد هذه المؤتمرات فتوى دينية بتكفير كل من يبيع ارضه لليهود. وقد أدت نشاطات المجلس في هذا المجال إلى تسديد ضربة قوية لعمليات بيع الأراضي لليهود، حتى أن تقارير سلطات الانتداب التي كانت ترفعها سنويا إلى اللجنة الدائمة للانتدابات في عصبة الامم اتهمت صراحة المجلس الإسلامي بأنه يقف حجر عثرة امام شراء اليهود لاراض جديدة.

## علاقته بالقضية الفلسطينية
لقد لعب المجلس الإسلامي الأعلى دوراً وطنياً في الدفاع عن القضية الفلسطينية بوجه الحركة «الصهيونية» وسلطات الانتداب البريطاني. دافع المجلس عن حق المسلمين في البراق الشريف بعد الخلافات حوله، واحتج لدى مجلس اللوردات البريطاني على اعطاء شركة صهيونية حق استثمار البحر الميت، وطالب وزير للمستعمرات البريطاني بالإسراع بتنفيذ ما جاء في الكتاب الابيض الذي اصدرته حكومته. اما أهم التحركات السياسية التي قام بها فقد كان دوره الهام في الاضراب الكبير الذي جرى عام 1936.

### دور أمين الحسيني
لعبت شخصية الحاج امين الحسيني دورا اساسياً في حيوية المجلس، ولكنها اثرت أيضا على نشاطاته بسبب الخلافات التي نشبت بينه وبين معارضينه.

فقد عمد الحاج الحسيني وانصاره إلى إنشاء جبهة تستظل بالمجلس اطلقوا عليها اسم «المجلسيّة». وفي مواجهتها نشأت جبهة «المعارضة» برئاسة راغب النشاشيبي الذي كانت السلطات البريطانية قد عينته رئيساً لبلدية القدس. وأدت حملة النقد جبهة المعارضة ضد الجهبة المجلسية إلى نشوء اجواء من المهاترات قادت إلى انقسام عرب فلسطين إلى معسكرين متخاصمين. وقد برزت الخلافات بصورة عنيفة خلال الانتخابات عام 1925 لاختيار أعضاء المجلس وفقا لقوانين المرعية الاجراء في انتخابات المجلس النيابي العثماني. حيث اعطى كل مسلم راشد الحق في المشاركة في الانتخابات، في حين كان عدد الأعضاء الذين من المفترض انتخابهم أربعة فقط.

وفي ظل الخلافات حول عضوية المجلس، فاجأت السلطات البريطانية المنتدبة الجميع بإعلام بطلان الانتخابات، ثم اقامت مجلساً مؤقتا بعد ان كلفت لجنة من الحقوقيين الشرعيين والمدنيين اعداد مشروع لتعديل قانون المجلس.

استمر الحسيني في رئاسة المجلس خصوصا بعد ان أتت نتائج انتخابات عام 1925 لصالحه بصفة مطلقة، فتابع نشاطاته الوطنية محوّلا المجلس إلى أداة من أدوات النضال الوطني. وفي عام 1936 جهر الحسيني بقيادة الحركة الوطنية، فكان ان اقدمت سلطات الانتداب على عزله من منصب رئاسة المجلس في العام التالي، 1937.

أدى خروج الحاج الحسيني من رئاسة المجلس إلى تسديد ضربة شديدة لنشاطاته وفعاليته خصوصاً وان انصاره الذين كانوا قد حوّلوه إلى وسيلة النضال الوطني، قد غادوره مع الحاج الحسيني. وهكذا أخذ دور المجلس يتراجع تدريجياً إلى أن توقف بصورة نهائية بعد ان تجاوزته الاحداث التي وقعت في قضية الفلسطينية.

## أُفول المجلس
أصيب بالشلل بسبب فقدان ممتلكات شاسعة في المناطق التي أصبحت داخل خط أخضر وتم حل المجلس ووضع جميع الأوقاف الفلسطينية تحت سيطرة وزارة الأوقاف الأردنية سنة 1951.